# Семёновка (Винницкая область)
Семёновка (укр. Семенівка) — село на Украине, находится в Шаргородском районе Винницкой области.
Код КОАТУУ — 0525381206. Население по переписи 2001 года составляет 505 человек. Почтовый индекс — 23561. Телефонный код — 4344.
Занимает площадь 1,5259 км².

## Религия
В селе действует Свято-Владимирский храм Шаргородского благочиния Могилёв-Подольской епархии Украинской православной церкви.

## Адрес местного совета
23532, Винницкая область, Шаргородский р-н, с. Деребчин, ул. Ленина, 93